# Dichomeris aenigmatica
Dichomeris aenigmatica là một loài bướm đêm thuộc họ Gelechiidae. Nó là loài bản địa của México, nhưng đã được du nhập vào Hawaii năm 1957 để kiếm soát bụi sour.
Sải cánh dài khoảng 11 mm. Ấu trùng ăn Pluchea odorata.